# Eskilstuna stadshotell
Eskilstuna stadshotell, även Elite stadshotellet Eskilstuna, tidigare Comfort Hotel Eskilstuna, Quality Hotel Statt Eskilstuna, i folkmun oftast Hotel Statt eller bara Statt, är ett stadshotell i centrala Eskilstuna. 
Hotellet är sju våningar högt och innehöll 220 rum.

## Historia
Eskilstuna stadshotell uppfördes 1939 i "typisk funkisstil med en formgivning som är ljus, slät samt stilren och fokus på funktion". Ritningarna gjordes av Eskilstunas stadsarkitekt Frej Klemming och arkitekten David Nilsson från Stockholm. Byggmästare var Mauritz Larsson. Ett decennium efter att hotellet uppfördes fanns 80 resanderum tillgängliga. Samtliga hade egen telefon och radio och de flesta hade egen toalett och badrum.
Runt 04.00-tiden den 25 februari 2009 startade en stor brand på hotellet, som uppmärksammades i ett flertal medier. I november samma år köptes stadshotellet av hotellkedjan Choice Hotels. Den icke brandskadade delen av hotellet återöppnade efter renovering i november 2010 som mellanklasshotellet Comfort Hotel Eskilstuna med 120 bäddar. Under sommaren 2012 slutfördes renoveringen av den mest brandskadade delen.
Resterande del av hotellet förvärvades senare  av Elite Hotels of Sweden. Hotellet öppnades återigen den 3 september 2012 under namnet Elite Stadshotellet, Eskilstuna.  Elite Stadshotellet, Eskilstuna har 132 rum och  konferenslokaler, den största med plats för 500 gäster. Elites del av hotellet är fyrstjärnigt med moderna rum och en del av rummen har dessutom utsikt mot ån. 